# Astyanax burgerai
Astyanax burgerai är en fiskart som beskrevs av Angela M. Zanata och Priscila Camelier 2009. Astyanax burgerai ingår i släktet Astyanax och familjen Characidae. Inga underarter finns listade.